# Dolichurus crenatus
Dolichurus crenatus là một loài côn trùng cánh màng trong họ Ampulicidae, thuộc chi Dolichurus. Loài này được Ohl miêu tả khoa học đầu tiên năm 2002.